# 1994 NF1
1994 NF1 är en asteroid i huvudbältet som upptäcktes 4 juli 1994 av den amerikanske astronomen Eleanor F. Helin vid Palomar-observatoriet.
Asteroiden har en diameter på ungefär 5 kilometer.